# NGC 1176
NGC 1176 is een ster in het sterrenbeeld Perseus. Het hemelobject werd op 17 december 1884 ontdekt door de Franse astronoom Guillaume Bigourdan.